# Acacia kempeana
Espèce
Classification phylogénétique
Répartition géographique
Acacia kempeana est une espèce de plantes à fleurs de la famille des Mimosaceae selon la classification classique, ou de celles des Fabaceae selon la classification phylogénétique. C'est un arbuste endémique à l'Australie. Il est largement répandu dans les zones arides et semi-arides de l'intérieur de l'Australie-Occidentale, l'Australie-Méridionale et le Territoire du Nord.

## Description
C'est un arbuste à port étalé avec plusieurs tiges, d'une hauteur d'environ quatre mètres. Comme la plupart des espèces d'Acacia, il a des phyllodes plutôt que de vraies feuilles. Elles sont de couleur vert brillant, plates, mesurant jusqu'à neuf centimètres de long et un cm et demi de large. Les fleurs sont jaunes, groupées en grappes cylindriques et mesurent entre un et deux centimètres de long. Les gousses sont minces comme du papier, d'environ sept centimètres de long et un cm et demi de large.

## Usages
Son nom commun anglais Witchetty Bush renvoie au fait que les Aborigènes consomment les chenilles d’Endoxyla leucomochla (appelées communément Witchetty grub) qui parasitent ses racines. Il fournit également une gomme et des graines comestibles.

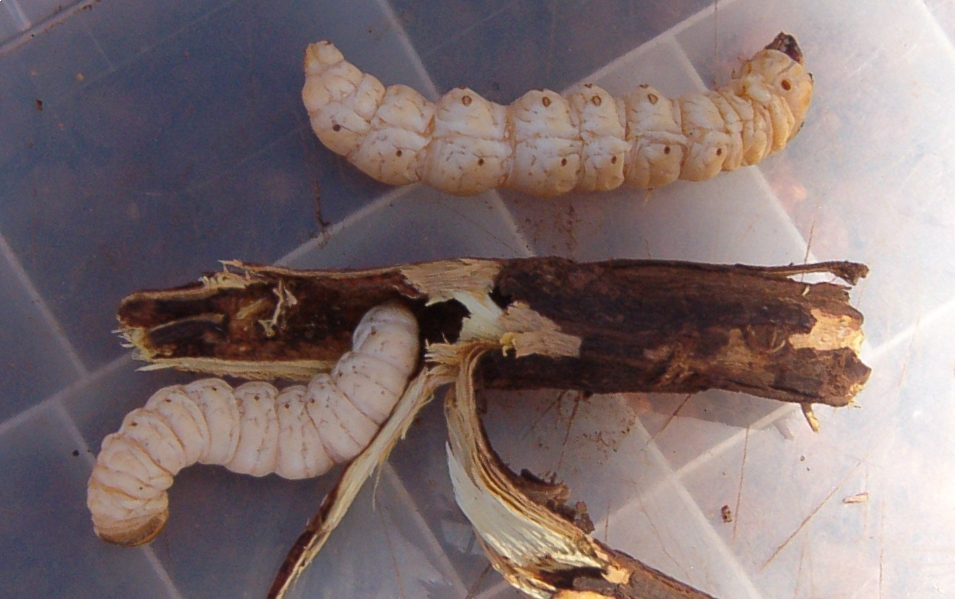
Larves d’Endoxyla leucomochla.